# Platymantis rabori
Platymantis rabori är en groddjursart som beskrevs av Brown, Alcala, Diesmos och Angel C. Alcala 1997. Platymantis rabori ingår i släktet Platymantis och familjen Ceratobatrachidae. IUCN kategoriserar arten globalt som sårbar. Inga underarter finns listade i Catalogue of Life.